# 藍背海灣無鰭鰩
藍背海灣無鰭鰩（学名：Sinobatis caerulea），為軟骨魚綱鰩目無鰭鰩科的一種。分布於東印度洋西澳大利亞外海海域，深度482至1168公尺，本魚呈梨形，吻尖，圓盤大，前眼眶寬度為嘴巴寬度的8-9.1倍，尾巴短，眼睛相對較小，腹鰭中等大小，腹鰭前葉基部相當寬，成魚每顎有24-30顆牙齒排列，體背藍灰色，腹面藍色，體長可達69公分，棲息在大陸坡沙泥底質海域，為深海底棲性魚類，屬肉食性，生活習性不明。